# Diatomito
Diatomito, terra de diatomáceas, terra diatomácea ou kieselguhr é uma rocha muito porosa e absorvente, formada pela precipitação dos restos microscópicos de frústulas das diatomáceas, algas pertencentes à classe das bacilariófitas, a qual, por sua vez, é constituída pelas algas unicelulares dotadas de membrana celular com formação siliciosa. O diatomito apresenta-se puro, maciço e estratificado, pulverulento, muito leve e volumoso.
A composição das frústulas é, essencialmente, de sílica (dióxido de silício)  hidratada, também chamada sílica opalina {\displaystyle (SiO_{2}.H_{2}O)}. Originado no transcorrer das épocas geológicas, pela deposição destas microalgas, no fundo de mares, lagoas e terrenos pantanosos, formando camadas pouco ou muito contaminadas de impurezas, tais como: matéria orgânica, argilas, areia, óxido de ferro, carbonato de cálcio e magnésio, cinzas vulcânicas, espículas de espongiárias e outros materiais em menores quantidades. Quando as espículas de esponjas predominam sobre as diatomáceas, a rocha passa a ser chamar espongilito.
As diatomáceas são algas unicelulares, fotossintetizantes, encontradas em água doce e salgada de maneira solitária ou formando colônias. São muito importantes na composição do fitoplâncton, constituindo assim a base da cadeia alimentar. Seus pigmentos são principalmente amarelos a castanhos, localizados no interior dos cromoplastos.
Acredita-se que as diatomáceas tenham surgido no planeta no período Cretáceo, onde se encontra uma grande diversidade no registro fóssil. É interessante de se notar que muitas espécies atuais ainda se assemelham às formas encontradas nos registros fósseis. Isso mostra o sucesso dessas espécies.O diatomito, também chamado de terra de diatomáceas, é uma rocha sedimentar biogênica que se forma pela deposição dos restos microscópicos das carapaças de algas diatomáceas em mares, lagoas e pântanos. Origina depósitos estratificados ou maciços.
As diatomáceas mais encontradas no diatomito são dos gêneros:
- Eunotia
- Frustulia
- Pinnularia
- Navicula
- Nitzschia
- Anomoeneis
- Melosira
- Epithemia
- Cymbella
- Fragilaria

O diatomito tem uma cor branca, creme, cinza, marrom a esverdeada; não tem alta dureza, dada a sua porosidade  mas, microscopicamente, as partículas são mais duras. Tem alto ponto de fusão - de 1400 °C a 1650 °C e  brilho opaco ou terroso. É quebradiço, insolúvel em ácidos, exceto o ácido fluorídrico, mas solúvel em bases fortes, absorvendo 4 vezes seu peso em água. É inodoro e insípido.

## Utilização do diatomito
- Propriedades filtrantes: a depender do grau de pureza (sem substâncias solúveis e a base de ferro, devendo ter pH neutro para não contaminar os líquidos filtrados). É usado como agente filtrante na clarificação e classificação de açúcar, suco de frutas, bebidas alcoólicas ou não, ácidos, compostos de petróleos, vernizes, ceras, graxas, resinas, tintas, óleos vegetais, minerais e animais, xaropes etc. Isso é resultado da sua alta permeabilidade e da sua capacidade de retenção de material sólido entre as partículas.[6]
- Isolante térmico: em caldeiras, fornos, condutores, som e temperatura em forma de tijolos ou pó. Isso porque o diatomito possui baixa condutividade térmica (transmissão de calor), em razão das células cheias de ar contidas nas carapaças.
- Farmácia: para filtrar xaropes, produção de pomadas dermatológicas (propriedade absorvente) e pastas de dentes, excipiente para pílulas.
- Aplicação como absorvente: inseticidas, fungicidas, pilhas elétricas, dinamite (como absorvente da nitroglicerina,[8] líquidos catalisadores e explosivos etc.)
- Material abrasivo: para líquidos, pastas para limpar e polir metais, azulejos, vidros etc.
- Matéria-prima silicosa: fabricação de silicato de cálcio sintético, silicato de sódio, azul ultramarino, material isolante acústico, lajes, cascos de navio etc.
- Materiais permanentes: fabricação de papel, plásticos, tintas, sabões, sabonetes, borracha, fósforos, na indústria fotográfica etc.
- Agricultura: é cada vez mais comum o uso de diatomito em pó no controle de insetos de produtos armazenados. As partículas de diatomito causam danos à cutícula dos insetos através da absorção da cera da epicutícula e abrasão da cutícula, tornando-a permeável a água e promovendo a morte.
- Pista para petróleo: usa fósseis moleculares, ou seja, moléculas orgânicas que conseguem sobreviver milhões de anos. Saber quando as diatomáceas mais antigas se tornaram rainhas dos mares, ajudará os geólogos na busca de campos de petróleos. Pois certas diatomáceas antigas desenvolveram um composto químico, o que faz delas um marcador preciso do tempo geológico da rocha. Saber a época de uma rocha torna áreas mais interessantes do que outras para procurar petróleo, ou seja, onde há deposição de diatomácea (diatomito), há petróleo.[9]
- Construção: os tijolos de diatomito são usados na construção de casas, igrejas, como a cúpula da Igreja de Santa Sofia, em Constantinopla e a Catedral de Fortaleza toda em tijolos de diatomito.
- Outros: serve também para a construção de dinamite e como areia sanitária para gatos.

A presença de diatomito em regiões lacustres, entre outras, é um fator comum, embora sua simples ocorrência não constitua um fator de importância econômica. É necessário que os depósitos apresentem condições que permitam seu aproveitamento, exemplos: a presença de matéria orgânica influi e muito na qualidade do diatomito e a distância dos centros consumidores, já que o frete é pago de acordo com o volume.